# Verleumdung (Deutschland)
Verleumdung bedeutet im deutschen Strafrecht, dass jemand über eine Person gegenüber einem Dritten ehrverletzende oder kreditgefährdende Behauptungen aufstellt, obwohl er weiß, dass die Behauptungen unwahr sind. Die Strafvorschrift lautet gemäß § 187 Strafgesetzbuch (StGB):
Gesetzestext:
Es ist erforderlich, dass eine Mitteilung zu einer Tatsache gemacht wird. Das ist jeder Umstand, der dem Beweis zugänglich ist. Den Gegenbegriff zu einer Tatsachenbehauptung stellt das Werturteil dar. Die behauptete Tatsache muss ehrenrührig sein. Zu einer konkreten Verächtlichmachung oder Herabwürdigung in der Öffentlichkeit braucht es aber nicht gekommen zu sein. Die Tatsache muss sich auf einen anderen beziehen, das heißt, der Rezipient der Äußerung und der Herabgewürdigte dürfen nicht personengleich sein.
Die Tatsache muss unwahr sein, d. h., es muss vor Gericht bewiesen werden, dass das Gegenteil der Behauptung zutrifft (anders bei übler Nachrede: „nicht … erweislich wahr“). Bereits hieran scheitert in der Praxis häufig eine Verurteilung nach dem Gesetz. Ist die behauptete Tatsache die Begehung der Straftat durch einen anderen, ist der Beweis als erbracht anzusehen, wenn der behauptete Täter rechtskräftig freigesprochen worden ist, § 190 StGB. Das bezieht sich allerdings nur auf einen Freispruch; eine Einstellung des Verfahrens, auch nach § 170 Abs. 2 StPO, reicht dafür nicht aus.
Die Mitteilung muss durch „Behaupten“ oder „Verbreiten“ geschehen. Beide Varianten beschreiben ein Kommunikationsverhalten. Das bloße Verändern einer Sachlage, ohne dass eine kommunizierende Person daraus erkennbar wird (Beweismittelfiktion), reicht nicht aus. So ist zum Beispiel das Schaffen einer Leiche in den Keller des Feindes, um ihn in den Verdacht des Totschlags zu bringen, keine Verleumdung. Unter „Behaupten“ versteht man, dass die Tatsache als nach eigenem Wissen zutreffend dargestellt wird. Für ein „Verbreiten“ reicht es aus, dass die Tatsache als Gegenstand fremden Wissens dargestellt wird, und es ist sogar dann gegeben, wenn das weitergegebene Gerücht als unglaubwürdig dargestellt wird.
Die Verleumdung erfordert Vorsatz, der sich auch auf die Unwahrheit erstrecken muss, womit eine zweite große Hürde auf dem Weg zu einer Verurteilung errichtet wird. Sie wird zudem nur auf Antrag verfolgt (§ 194 StGB), den in der Regel der Betroffene selbst stellen muss (§ 77 StGB).
Über die Verleumdung im engeren Sinne hinaus wird auch die Kreditgefährdung unter Strafe gestellt. Hierfür muss vorsätzlich eine kreditgefährdende Tatsache behauptet oder verbreitet werden.
Die Norm zur üblen Nachrede tritt hinter die Verleumdung im Wege der Gesetzeskonkurrenz zurück. Liegt in der Tatsachenmitteilung gleichzeitig eine weitere bewusste Herabsetzung des mithörenden Opfers – etwa in Form des Informationsgehalts „Mit dir kann ich das machen“ –, dann steht die darin liegende Beleidigung in Tateinheit zur Verleumdung. Ansonsten ist auch in dieser Konstellation Gesetzeskonkurrenz gegeben.
Zu beachten ist, dass im Einzelfall die Tat nach § 193 StGB – Wahrnehmung berechtigter Interessen – gerechtfertigt sein kann, etwa wenn die Behauptung guten Glaubens im Rahmen eines Prozesses oder einer Strafanzeige aufgestellt wurde. Die Meinungsfreiheit kann nach der Rechtsprechung des Bundesverfassungsgerichts allerdings keine Wahrnehmung berechtigter Interessen begründen, wenn es sich um bewusst oder erwiesenermaßen unwahre Tatsachenbehauptungen handelt.

## Systematik der Ehrverletzungsdelikte
Ehrverletzung
- gegenüber dem Verletzten: Beleidigung (§ 185 StGB)
- gegenüber einem Dritten
  - bei Ehrverletzung in Form eines Werturteils: Beleidigung (§ 185 StGB)
  - bei Ehrverletzung in Form einer Tatsachenbehauptung: Üble Nachrede (§ 186 StGB)
    - speziell wider besseres Wissen: Verleumdung (§ 187 StGB)
    - speziell bei Personen des politischen Lebens: üble Nachrede / Verleumdung gegen Personen des politischen Lebens (§ 188 StGB)
- in Bezug auf einen Verstorbenen: Verunglimpfung des Andenkens Verstorbener (§ 189 StGB)
- in Bezug auf den Staat: Verunglimpfung des Staates und seiner Symbole (§ 90a StGB)